# Malus kansuensis
Espèce
Classification phylogénétique
Malus kansuensis est une espèce de plantes à fleurs de la famille des Rosaceae. C'est un pommier originaire de Chine (Gansu, Henan, Hubei, Qinghai, Shaanxi, Sichuan).

## Description
Malus kansuensis est un arbuste de 3 à 5 mètres de haut, aux fleurs blanches en mai et juin, et aux petites pommes rouges (entre 1 et 1,5 cm de diamètre) et jaunes en juillet et août.